# Brant (Ontário)
Brant é uma municipalidade do Canadá, província de Ontário, parte da Municipalidade Regional de Brant. Sua área é de 845,49 km quadrados, e sua população é de 31 670 habitantes (do censo nacional de 2001).